# دائرة المشتبه
دَائِرَةُ المُشْتَبِهِ هي الدائرة العروضية الرابعة وتضمّ ستة بُحُورٍ خَلِيلِيَّةٍ: السَّرِيعُ والمُنْسَرِحُ والخَفِيفُ والمُضَارِعُ والمُقْتَضَبُ والمُجْتَثُّ، وثلاثة بُحُورٍ مُهْمَلَةٍ، هي: المُتَّئِدُ والمُنْسَرِدُ والمُطَّرِدُ.

## سبب التسمية
سُمّيت هذه الدائرة بهذا الاسم لاشتباه تفاعيلها، إذ تشتبه مثلاً تفعيلتا مُسْتَفْعِلُنْ ومُسْتَفْعِ لُنْ، وتفعيلتا فَاْعِلَاتُنْ وفَاْعِ لَاتُنْ، على الرغم من اختلاف عدد الأسباب والأوتاد فيها. تتألّف هذه الدائرة من تفعيلات سباعيّة، وهي: مُسْتَفْعِلُنْ ومُسْتَفْعِ لُنْ وفَاْعِلَاتُنْ وفَاْعِ لَاتُنْ ومَفْعُولَاتُ ومَفَاْعِيلُنْ.

## طريقة فكّ الدائرة

### البحور الخليلية
- إذا ابتدأت من السبب الأول (أي /ه) إلى إتمام الدائرة (عكس عقارب الساعة)، تتحصل على تفعيلات شطر بحر السريع، وهي: مُسْتَفْعِلُنْ مُسْتَفْعِلُنْ مَفْعُولَاتُ، فيكون بذلك وزن البحر:

- إذا ابتدأت من السبب الثالث (أي /ه) إلى إتمام الدائرة (عكس عقارب الساعة)، تتحصل على تفعيلات شطر بحر المنسرح، وهي: مُسْتَفْعِلُنْ مَفْعُولَاتُ مُسْتَفْعِلُنْ، فيكون بذلك وزن البحر:

- إذا ابتدأت من السبب الرابع (أي /ه) إلى إتمام الدائرة (عكس عقارب الساعة)، تتحصل على تفعيلات شطر بحر الخفيف، وهي: فَاعِلَاتُنْ مُسْتَفْعِ لُنْ فَاعِلَاتُنْ، فيكون بذلك وزن البحر:

- إذا ابتدأت من الوتد المجموع الثاني (أي //ه) إلى إتمام الدائرة (عكس عقارب الساعة)، تتحصل على تفعيلات شطر بحر المضارع، وهي: مَفَاْعِيلُنْ فَاْعِ لَاتُنْ مَفَاْعِيلُنْ، فيكون بذلك وزن البحر:

- إذا ابتدأت من السبب الخامس (أي /ه) إلى إتمام الدائرة (عكس عقارب الساعة)، تتحصل على تفعيلات شطر بحر المقتضب، وهي: مَفْعُولَاتُ مُسْتَفْعِلُنْ مُسْتَفْعِلُنْ، فيكون بذلك وزن البحر:

- إذا ابتدأت من السبب الرابع (أي /ه) إلى إتمام الدائرة (عكس عقارب الساعة)، تتحصل على تفعيلات شطر بحر المجتث، وهي: مُسْتَفْعِ لُنْ فَاعِلَاتُنْ فَاعِلَاتُنْ، فيكون بذلك وزن البحر:

### البحور المهملة
- إذا ابتدأت من السبب الثاني (أي /ه) إلى إتمام الدائرة (عكس عقارب الساعة)، تتحصل على تفعيلات شطر بحر المتئد، وهي: فَاعِلَاتُنْ فَاعِلَاتُنْ مُسْتَفْعِ لُنْ، فيكون بذلك وزن البحر:

- إذا ابتدأت من الوتد المجموع الأول (أي //ه) إلى إتمام الدائرة (عكس عقارب الساعة)، تتحصل على تفعيلات شطر بحر المنسرد، وهي: مَفَاْعِيلُنْ فَاْعِ لَاتُنْ مَفَاْعِيلُنْ، فيكون بذلك وزن البحر:

- إذا ابتدأت من الوتد المفروق (أي /ه/) إلى إتمام الدائرة (عكس عقارب الساعة)، تتحصل على تفعيلات شطر بحر المطرد، وهي: مَفَاْعِيلُنْ فَاْعِ لَاتُنْ مَفَاْعِيلُنْ، فيكون بذلك وزن البحر: